# Guéza Bissala
Guéza Bissala (auch: Géza, Guéza) ist ein Dorf in der Landgemeinde Dioundiou in Niger.

## Geographie
Das von einem traditionellen Ortsvorsteher (chef traditionnel) geleitete Dorf liegt am Rand des Trockentals Dallol Maouri. Es befindet sich rund 20 Kilometer südlich des Hauptorts Dioundiou der gleichnamigen Landgemeinde und des gleichnamigen Departements Dioundiou in der Region Dosso. Zu den Siedlungen in der näheren Umgebung von Guéza Bissala zählen Guéza Gado im Norden, Makani im Nordosten und Takalafia im Süden.
Es herrscht das Klima der Sudanzone vor, mit einer durchschnittlichen jährlichen Niederschlagsmenge zwischen 600 und 700 mm.

## Geschichte
Das Dorf wurde im 19. Jahrhundert von Angehörigen der Hausa-Untergruppe Arawa gegründet. Die 240 Kilometer lange Piste zwischen Dogondoutchi und Gaya, die durch Guéza Bissala führte, galt in den 1920er Jahren als einer der Hauptverkehrswege in der damaligen französischen Kolonie Niger. Sie war in der Trockenzeit mit Automobilen befahrbar.

## Bevölkerung
Bei der Volkszählung 2012 hatte Guéza Bissala 897 Einwohner, die in 119 Haushalten lebten. Bei der Volkszählung 2001 betrug die Einwohnerzahl 793 in 110 Haushalten und bei der Volkszählung 1988 belief sich die Einwohnerzahl auf 465 in 63 Haushalten.

## Wirtschaft und Infrastruktur
Es wird ein ländlicher Markt in der Siedlung abgehalten. Die Rônierpalmen-Zone von Guéza Bissala erstreckt sich über eine Fläche von 1477 Hektar. Im Dorf wird eine Foniohirse-Varietät angebaut, die besonders früh nach der Aussaat, nach 60 bis 90 Tagen, geerntet werden kann. Außerdem wird Sesam produziert. Es gibt eine Schule in Guéza Bissala. Durch das Dorf verläuft die 109,1 Kilometer lange Nationalstraße 2 zwischen der Nationalstraße 1 in Boureïmi und der Nationalstraße 7 in Mafouta. Es handelt sich um eine einfache Erdstraße. Bei Guéza Bissala mündet die 39,4 Kilometer lange Landstraße RR3-002, die in Malgorou beginnt, in die Nationalstraße 2.